# Maximiliano Romero
Maximiliano Samuel Romero (Moreno, 9 gennaio 1999) è un calciatore argentino, attaccante dell'Argentinos Juniors.
Nel 2016 è stato inserito nella lista dei migliori sessanta calciatori nati nel 1999 stilata da The Guardian.

## Caratteristiche tecniche
È un attaccante completo, molto mobile e dotato di ottima tecnica individuale, con un notevole senso del gol; è abile nel colpo di testa, nel dribbling e nel controllo palla. È stato paragonato a Radamel Falcao, cui lo stesso Romero ha dichiarato di ispirarsi per il suo stile di gioco.

## Carriera
Aggregato alla prima squadra del Vélez Sarsfield nella stagione 2015, debutta in massima serie nella stagione 2016 disputando 11 partite e segnando 3 gol in campionato e 2 partite in Copa Argentina.
Il 21 dicembre 2017 viene acquistato per 10.5 milioni di euro dal PSV, con cui firma un contratto valido fino al 2023.
Non avendo trovato spazio in prima squadra, nel giugno 2019 torna al Vélez in prestito.

## Statistiche

### Presenze e reti nei club
Statistiche aggiornate al 17 giugno 2021.
| Stagione        | Squadra         | Campionato      | Campionato | Campionato | Coppe nazionali | Coppe nazionali | Coppe nazionali | Coppe continentali | Coppe continentali | Coppe continentali | Altre coppe | Altre coppe | Altre coppe | Totale | Totale |
| Stagione        | Squadra         | Comp            | Pres       | Reti       | Comp            | Pres            | Reti            | Comp               | Pres               | Reti               | Comp        | Pres        | Reti        | Pres   | Reti   |
| --------------- | --------------- | --------------- | ---------- | ---------- | --------------- | --------------- | --------------- | ------------------ | ------------------ | ------------------ | ----------- | ----------- | ----------- | ------ | ------ |
| 2016            | Vélez Sarsfield | PD              | 11         | 3          | CA              | 2               | 0               | -                  | -                  | -                  | -           | -           | -           | 13     | 3      |
| 2016-2017       | Vélez Sarsfield | PD              | 19         | 2          | CA              | 4               | 0               | -                  | -                  | -                  | -           | -           | -           | 23     | 2      |
| 2017-gen. 2018  | Vélez Sarsfield | PD              | 10         | 4          | CA              | 0               | 0               | -                  | -                  | -                  | -           | -           | -           | 10     | 4      |
| gen.-giu. 2018  | PSV             | E               | 0          | 0          | CO              | 0               | 0               | UEL                | -                  | -                  | -           | -           | -           | 0      | 0      |
| 2018-2019       | PSV             | E               | 1          | 0          | CO              | 0               | 0               | UCL                | 1                  | 0                  | SO          | 0           | 0           | 2      | 0      |
| 2018-2019       | Jong PSV        | ED              | 11         | 3          | -               | -               | -               | -                  | -                  | -                  | -           | -           | -           | 11     | 3      |
| 2019-2020       | Vélez Sarsfield | PD              | 22         | 7          | CA              | 0               | 0               | CS                 | 2                  | 0                  | CSL         | 1           | 0           | 25     | 7      |
| Totale Vélez    | Totale Vélez    | Totale Vélez    | 62         | 16         |                 | 6               | 0               |                    | 2                  | 0                  |             | 1           | 0           | 71     | 16     |
| 2020-2021       | PSV             | E               | 1          | 1          | CO              | 0               | 0               | UEL                | 1                  | 0                  | -           | -           | -           | 2      | 1      |
| Totale PSV      | Totale PSV      | Totale PSV      | 2          | 1          |                 | 0               | 0               |                    | 2                  | 0                  |             | 0           | 0           | 4      | 1      |
| Totale carriera | Totale carriera | Totale carriera | 75         | 20         |                 | 6               | 0               |                    | 4                  | 0                  |             | 1           | 0           | 86     | 20     |

### Cronologia presenze e reti in nazionale
| Cronologia completa delle presenze e delle reti in nazionale ― Argentina under 20 | Cronologia completa delle presenze e delle reti in nazionale ― Argentina under 20 | Cronologia completa delle presenze e delle reti in nazionale ― Argentina under 20 | Cronologia completa delle presenze e delle reti in nazionale ― Argentina under 20 | Cronologia completa delle presenze e delle reti in nazionale ― Argentina under 20 | Cronologia completa delle presenze e delle reti in nazionale ― Argentina under 20 | Cronologia completa delle presenze e delle reti in nazionale ― Argentina under 20 | Cronologia completa delle presenze e delle reti in nazionale ― Argentina under 20 |
| Data                                                                              | Città                                                                             | In casa                                                                           | Risultato                                                                         | Ospiti                                                                            | Competizione                                                                      | Reti                                                                              | Note                                                                              |
| --------------------------------------------------------------------------------- | --------------------------------------------------------------------------------- | --------------------------------------------------------------------------------- | --------------------------------------------------------------------------------- | --------------------------------------------------------------------------------- | --------------------------------------------------------------------------------- | --------------------------------------------------------------------------------- | --------------------------------------------------------------------------------- |
| 20-1-2019                                                                         | Curicó                                                                            | Paraguay under 20                                                                 | 1 – 1                                                                             | Argentina under 20                                                                | Sudamericano Sub-20 2019 - 1º turno                                               | 1                                                                                 | 87’                                                                               |
| 22-1-2019                                                                         | Talca                                                                             | Argentina under 20                                                                | 0 – 1                                                                             | Ecuador under 20                                                                  | Sudamericano Sub-20 2019 - 1º turno                                               | -                                                                                 | 78’                                                                               |
| 26-1-2019                                                                         | Talca                                                                             | Argentina under 20                                                                | 1 – 0                                                                             | Perù under 20                                                                     | Sudamericano Sub-20 2019 - 1º turno                                               | 1                                                                                 | 75’                                                                               |
| Totale                                                                            |                                                                                   | Presenze                                                                          | 3                                                                                 |                                                                                   | Reti                                                                              | 2                                                                                 |                                                                                   |

## Palmarès

### Club

#### Competizioni nazionali
- Campionato olandese: 1

PSV: 2017-2018
- Supercoppa dei Paesi Bassi: 1

PSV: 2021
- Coppa dei Paesi Bassi: 1

PSV: 2021-2022
- Supercopa Internacional: 1

Racing Club: 2022